# JBL Control One
JBL Control One ist ein Zweiwege-Kleinlautsprecher des US-amerikanischen Herstellers JBL. Das System gilt als ein Klassiker der Lautsprechertechnik. In Deutschland wurden bislang über 1,5 Millionen Stück dieses Lautsprecherpaares verkauft.

## Geschichte
JBL stellte die „Control One“ 1987 vor. An der Entwicklung der „Control One“ in der Version G arbeitete der deutsche Ingenieur Berndt Stark mit.

## Technik
Die Box ist 228 mm hoch und mit einem 100 mm Tiefmitteltöner sowie einer gegen Berührung geschützten 12 mm Polycarbonat-/Titankalotte hinter einem feinen Metallgitter ausgestattet. Die Übergangsfrequenz dieses Zweiwegesystems liegt mit rund 6 Kilohertz im Vergleich zu anderen Lautsprechern dieser Art relativ hoch. Dies begünstigt eine hohe Belastbarkeit. Die verwendeten Chassis sind magnetisch geschirmt und schließen bündig mit der Frontwand ab.
Die „Control One“ gab und gibt es in verschiedenen Versionen: um 1990 kam die 1G-Version und 1999 deren Neuauflage 1G-Universe auf den Markt. Diese Versionen verfügen über einen neutraleren Mitteltonbereich. Durchgehend auf dem Markt ist die vereinfachte, magnetisch ungeschirmte 1C-Version. Die aktuellen X-Modelle sind bei 19 Kilohertz um 6 dB lauter als zwischen 300 Hertz und 6 Kilohertz.
Als Zubehör kann die Box mit einem U-förmigen Bügel geflogen oder mit einer Kugelgelenkhalterung zur Decken- und Wandbefestigung versehen werden.

### Technische Daten
- Frequenzgang 50 Hz bis 20 kHz[3]
- Impedanz 8 Ohm[3]
- Maximale Belastbarkeit: 50 W (RMS) / 200 W PP[3]
- Wirkungsgrad: 89 dB/1 m[3]

### Varianten des Control One-Modells
- JBL Control 1[4] = „Control One“
- JBL Control 1X[4]
- JBL Control 1 Extreme[4]
- JBL Control 1Pro[4]
- JBL Control 1C[4]
- JBL Control 1G[4]
- JBL Control 1G-Universe
- JBL Control SB1[4]
- JBL Control 1 2,4G
- JBL Control 1 Plus
- JBL Control 1 AW
- JBL Control Media (aktive Version mit integriertem 2 x 20W Verstärker)

Das technische Konzept der Lautsprecher wurde teilweise auch von anderen Herstellern übernommen und Control-One-ähnliche Modelle gebaut, die häufig günstiger als das Original vertrieben werden.

## Rezension
Im Juli 1987 testete die Fachzeitschrift „STEREO“  die „Ur-Version“ „JBL Control 1“ (One) und Bernd Nürnberg schrieb:

„Beim ersten Hören offenbarte sich sogleich ein angenehm offenes, durchsichtiges, weitgehend verfärbungsfreies Klangbild, ohne jegliche Schärfe. Lediglich eine leichte Senke im oberen Mittenbereich ergab manchmal einen etwas hintergründigen Klangeindruck, besonders bei Stimmen und Einzelinstrumenten. Die häufig bei sehr kleinen Lautsprechern vorhandene Tendenz, bei hohen Lautstärken etwas gepresst und angestrengt zu klingen, war bei der JBL nicht vorhanden. Im Gegenteil, der erreichbare Schalldruck ist beeindruckend, lediglich bei extrem hohen Lautstärken tritt die Schutzschaltung in Aktion, dann allerdings verflacht das Klangbild hörbar. Abstriche sind natürlich auch im Bassbereich zu machen, unterhalb von 100 Hertz tut sich nicht mehr viel.“